# Qarah Jangal
Qarah Jangal (persiska: قره جنگل) är en ort i Iran.   Den ligger i provinsen Khorasan, i den nordöstra delen av landet, 700 km öster om huvudstaden Teheran. Qarah Jangal ligger 1 067 meter över havet och antalet invånare är 480.
Terrängen runt Qarah Jangal är huvudsakligen platt, men åt nordväst är den kuperad. Qarah Jangal ligger nere i en dal. Runt Qarah Jangal är det ganska tätbefolkat, med 185 invånare per kvadratkilometer. Närmaste större samhälle är Chenārān, 19,9 km väster om Qarah Jangal. Trakten runt Qarah Jangal består till största delen av jordbruksmark.